# Maud de Galles
Titre
Reine consort de Norvège
18 novembre 1905 – 20 novembre 1938
(33 ans et 2 jours)
Signature
Maud de Galles (en anglais : Maud of Wales), née le 26 novembre 1869 à Londres et morte le 20 novembre 1938 à Sandringham, est la plus jeune fille d'Édouard VII du Royaume-Uni et d'Alexandra de Danemark. Elle est reine de Norvège de 1905 à 1938 comme épouse du roi Haakon VII. Elle est la première reine de ce pays en cinq siècles à ne pas être aussi reine de Suède ou de Danemark.

## Biographie

### Jeunesse

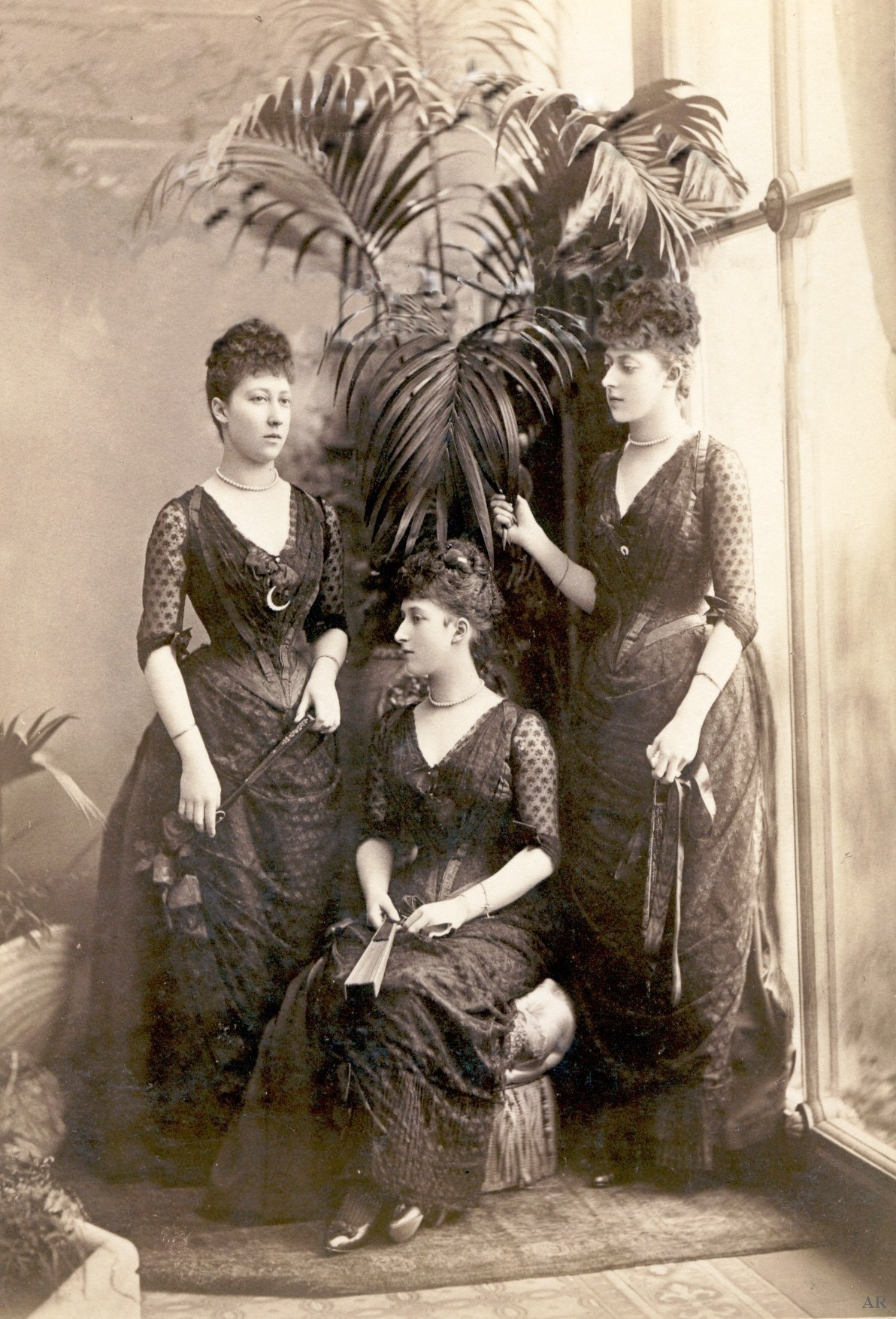
Les princesses Louise, Maud et Victoria Alexandra du Royaume-Uni en 1890.

Cinquième enfant et troisième fille du roi du Royaume-Uni Édouard VII et d'Alexandra de Danemark, alors prince et princesse de Galles, Maud voit le jour le 26 novembre 1869 à Marlborough House, résidence londonienne de ses parents. Elle y est baptisée le 24 décembre suivant par John Jackson, évêque de Londres. Elle reçoit comme parrains et marraines le roi Charles XV de Suède, son oncle paternel le prince Léopold d'Albany, son grand-oncle maternel le prince Frédéric de Hesse-Cassel, le cousin maternel de son père le prince Victor de Hohenlohe-Langenbourg, sa tante maternelle Dagmar de Danemark, épouse du tsarévitch, la cousine maternelle de sa mère la duchesse de Nassau Adélaïde d'Anhalt-Dessau, la cousine maternelle par alliance de son père la princesse de Leiningen Marie de Bade, son arrière-grand-tante la duchesse d'Inverness Cecilia Underwood et la princesse héritière de Danemark Louise de Suède.
Maud, considérée comme un « garçon manqué » est surnommée « Harry » par la famille royale, d'après l'ami de son père l'amiral Henry Keppel, distingué pour sa conduite courageuse lors de la guerre de Crimée,. Maud prend part à presque tous les séjours annuels de la princesse de Galles dans sa famille au Danemark et l'accompagne plus tard avec ses sœurs Louise et Victoria-Alexandra dans des croisières en Norvège ou sur la mer Méditerranée. Elle est demoiselle d'honneur en 1885 au mariage de sa tante paternelle la princesse Béatrice du Royaume-Uni avec le prince Henri de Battenberg, et en 1893 au mariage de son frère George avec Mary de Teck.

### Princesse de Danemark

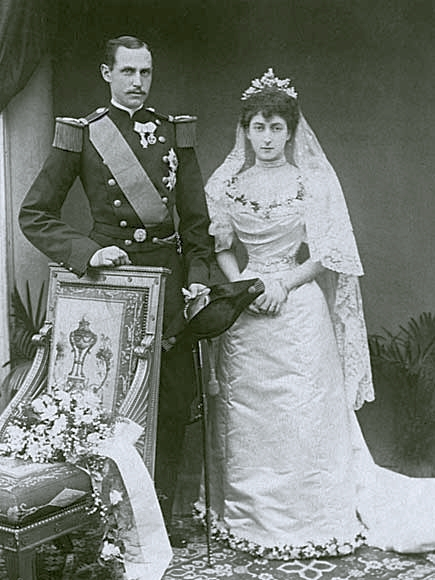
La princesse Maud et le prince Charles le jour de leur mariage.

Maud se marie assez tard pour l'époque. Elle veut d'abord épouser un cousin éloigné, le prince Francis de Teck, le frère cadet de sa belle-sœur Mary de Teck. Malgré des dettes de jeu que des noces royales auraient pu effacer, le prince ignore ses avances. 
Le 22 juillet 1896 en la chapelle privée du palais de Buckingham, Maud épouse son cousin germain le prince Charles de Danemark. Le père de ce dernier, le roi Frédéric VIII, est le frère de sa mère, et par conséquent le fils du roi Christian IX et de Louise de Hesse-Cassel. La mère de Charles, la princesse Louise de Suède, est la fille du roi Charles XV et de la princesse Louise des Pays-Bas. Son père leur offre Appleton House, située sur le domaine de Sandringham House comme maison de campagne lors de leurs nombreuses visites en Angleterre. C'est à Appleton que naît leur fils unique le 2 juillet 1903. Prénommé Alexandre à sa naissance, il devient roi de Norvège sous le nom d'Olav V en 1957 et meurt en 1991. Maud, comme ses sœurs, est connue pour pratiquer le tightlacing et pour avoir un tour de taille de 45 cm. Ce serait à cause de cet étroit tour de taille qu'elle n'aurait donné naissance qu'à un seul enfant.
Le prince Charles est officier dans la marine royale danoise et la famille vit principalement au Danemark jusqu'en 1905.

### Reine de Norvège

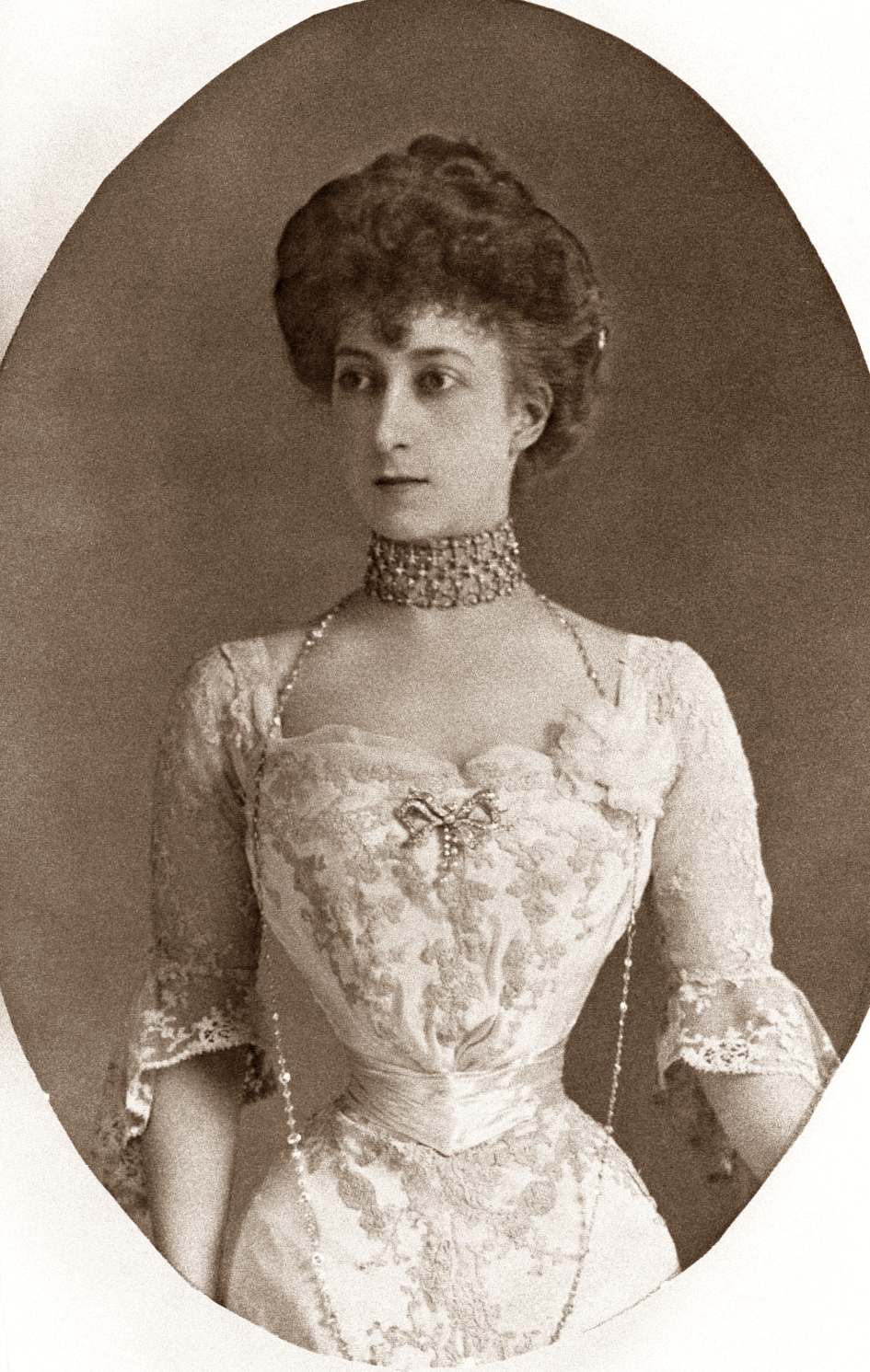
La reine Maud en 1906.

En juin 1905, le Parlement norvégien vote la dissolution de la Suède-Norvège et décide d'offrir le trône au prince Charles de Danemark. L'appartenance de Maud à la famille royale britannique à certainement joué un rôle dans ce choix. Après un référendum, le prince Charles accepte le 18 novembre de la même année le trône de Norvège et prend le nom d'Haakon VII. Le couple est couronné le 22 juin 1906 en la cathédrale de Nidaros, à Trondheim, c'est à ce jour le dernier couronnement à avoir eu lieu en Scandinavie.
Bien que très attachée au Royaume-Uni, Maud s’accommode rapidement de sa nouvelle vie de souveraine, s’occupant d’œuvres caritatives en faveur des enfants, mais aussi des animaux, et encourageant les musiciens et les artistes.

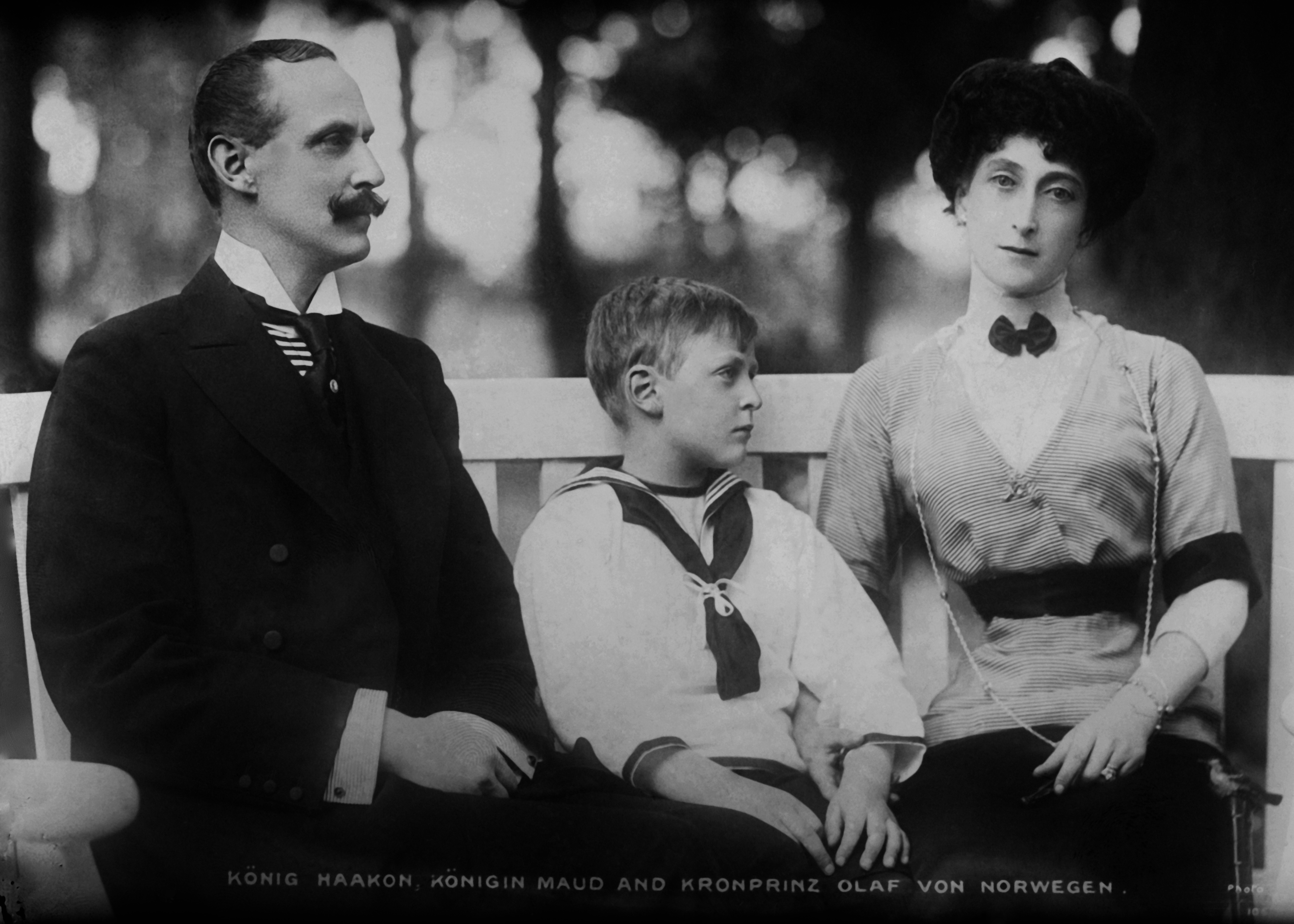
La famille royale norvégienne en 1913.

Durant ses premières années en Norvège, le couple est souvent photographié en costume traditionnel ou en train de pratiquer des sports d'hiver pour apparaître plus norvégien aux yeux de la population. Maud n'apprécie pas la représentation mais joue son rôle de reine avec application, en utilisant la mode et la joaillerie pour faire rayonner la monarchie. Elle soutient de nombreuses œuvres caritatives et joue un important rôle de mécène. Parmi ses projets figure le Dronningens Hjelpekomité (le comité d'aide de la reine) pendant la Première Guerre mondiale. Elle soutient également le projet de la féministe Katti Anker Møller d'une maison pour les mères célibataires en 1906, ce qui est à l'époque considéré comme radical, dessine des meubles au bénéfice de la Barnets utstilling (Exposition des enfants) en 1921, et vend des photographies à des fins caritatives. Cavalière enthousiaste, Maud insiste pour améliorer les écuries du palais royal d'Oslo. La reine supervise elle-même le projet et s'inspire des Royal Mews à Londres.
Maud continue cependant de considérer le Royaume-Uni comme sa réelle patrie, et s'y rend chaque année. Durant ses visites, elle séjourne principalement à Appleton House. Elle apprécie tout de même certains aspects de sa vie en Norvège, notamment les sports d'hiver, et élève son fils comme un Norvégien. Elle apprend à skier et crée des jardins anglais à Kongsseteren, le chalet royal près d'Oslo, et à Bygdøy, la résidence d'été royale. Elle est décrite comme réservée en public, mais a en réalité un caractère fort et énergique en privé, et est connue pour son humour. Maud est aussi célébrée pour son élégance vestimentaire. De nombreuses pièces de sa garde-robe sont exposées au Victoria and Albert Museum en 2005 et sont présentées dans le catalogue Style and Splendour: Queen Maud of Norway's Wardrobe 1896–1938.
La dernière apparition public au Royaume-Uni de la reine Maud est au couronnement de George VI et d'Elizabeth Bowes-Lyon en mai 1937 à l'abbaye de Westminster. Elle est assise dans la loge royale aux côtés de sa belle-sœur la reine Mary de Teck et de sa nièce la princesse royale Mary du Royaume-Uni.

### Mort
Maud séjourne en Angleterre en octobre 1938. Résidant d'abord à Sandringham, elle s'installe ensuite dans un hôtel à West End. Elle tombe malade et est admise dans une clinique où elle subit une opération abdominale le 16 novembre 1938. Le roi Haakon se rend immédiatement à son chevet. Bien qu'elle semble se remettre de l'opération, Maud meurt d'une crise cardiaque le 20 novembre 1938,,. La presse norvégienne est autorisée à ne pas respecter la règle interdisant la parution le dimanche pour annoncer sa mort. Le roi Haakon restitue aussitôt Appleton House à la famille royale britannique.
Son corps est rapatrié par la mer en Norvège et inhumé dans le mausolée royal de la citadelle d'Akershus à Oslo. Maud est au moment de sa mort le dernier enfant survivant du roi Édouard et de la reine Alexandra.

## Hommages
La terre de la Reine-Maud et la chaîne de la Reine-Maud dans l'Antarctique, le golfe de la Reine-Maud au Nunavut au Canada, ainsi que le Maud, navire de l'explorateur polaire Roald Amundsen ont été nommés en son honneur.

## Titulature
- Son Altesse Royale la princesse Maud de Galles (1869-1896)
- Son Altesse Royale la princesse Charles de Danemark (1896-1905)
- Sa Majesté la reine de Norvège (1905-1938)

Armoiries de la princesse Maud de Galles.
Monogramme de Maud de Galles.

## Distinctions
- 1887 : Dame de l'ordre de la Couronne d'Inde (CI)
- 23 juillet 1894 : dame grand-croix de l'ordre de Sainte-Catherine
- 1937 : dame grand-croix de l'ordre royal de Victoria (GCVO)
- Dame grand-croix de l'ordre de Saint-Olaf
- Dame de l'Ordre royal de Victoria et Albert
- Dame grand-croix du Très vénérable ordre de Saint-Jean (GCStJ)